# Отказ и резервирование
Отка́з и резерви́рование в канадском конституционном праве — конституционные полномочия, позволяющие отклонить любой закон, принятый федеральным Парламентом или провинциальными законодательными собраниями. Этими полномочиями наделён генерал-губернатор Канады. Однако, как и в случае с рядом других полномочий, которыми наделён генерал-губернатор, исполняются они премьер-министром.
Эти полномочия предусмотрены в статьях 55—57 и 90 Конституционного акта 1867.

## История
В первые годы существования конфедерации эти полномочия применялись достаточно часто, но быстро вышли из употребления. В настоящее время они считаются устаревшими и бесполезными, хотя формально их никто не устранял. Попытка удалить их из конституции была совершена в 1971 в Викторийской хартии, но эта хартия не была принята.

## Резервирование
Резервным полномочием обладает колониальный губернатор, то есть генерал-губернатор или лейтенант-губернатор: он имеет право отправить закон колониальному правительству для окончательной оценки его правомерности.
Использование статьи 90 продолжалось особенно долго и было очень спорным. Эта статья позволяла лейтенант-губернаторам отправлять провинциальные законы федеральному правительству для получения его одобрения. К ней прибегали редко, и в последний раз она применялась в 1961 году.

## Отказ
Отказ — отмена федеральных и провинциальных законов.
Полномочие отказа позволяет королеве Канады через британское правительство аннулировать любой закон, принятый федеральным Парламентом в течение двух лет после санкции генерал-губернатора. Однако ряд исследователей считает, что это полномочие «уже давно полностью утратило силу в связи с истечением срока действия».
Однако применительно к провинциальным законам полномочие отказа даёт генерал-губернатору, то есть федеральному правительству, право аннулировать закон, принятый провинцией, в течение года после санкции лейтенант-губернатора провинции. В начале существования федерации премьер-министр Джон А. Макдональд обычно использовал своё право отказа по отношению к провинциальным законам. В начале XX века отказ в утверждении провинциальных законов стал применяться редко, однако, он использовался в 1930-е годы для признания недействительными нескольких законов кредитистского правительства Альберты. С 1867 федеральное правительство 112 раз отменяло провинциальные законы. Однако в последний раз такое произошло в апреле 1943 года, когда был отменён альбертский закон англ. An Act to Prohibit the Sale of Lands to any Enemy Aliens and Hutterites for the Duration of the War.

## Статьи Конституционного акта 1867
Полномочия отказа и резервирования предусмотрены в статьях 55, 56, 57 и 90 Конституционного акта 1867.
55. Королевская санкция на билль и т. д. Когда билль, принятый палатами Парламента, представлен Генерал-губернатору для получения королевской санкции, то Генерал-губернатор по своему усмотрению, но с соблюдением положений настоящего Акта и инструкций Её Величества или санкционирует названный билль от имени Королевы, или отказывает в такой санкции, или представляет билль на благоусмотрение Королевы.
 

56. Отказ по приказу в Совете в утверждении акта, на который Генерал-губернатор дал санкцию. Когда Генерал-губернатор даёт санкцию на билль от имени Королевы, то он должен при первой возможности передать заверенную копию акта одному из главных государственных секретарей Её Величества, и если Королева в Совете в течение двух лет после получения акта государственным секретарём найдёт нужным дезавуировать этот акт, то такое неодобрение (со свидетельством государственного секретаря о дне его получения) по оповещении Генерал-губернатором об этом неодобрении в речи или в послании к каждой палате Парламента или путём издания Прокламации ведёт к аннулированию акта в День и со дня такого оповещения.
 

57. Оповещение о благоусмотрении Королевы о резервированном билле. Билль, оставленный на благоусмотрение Королевы, не будет иметь силы и не будет действовать, пока и поскольку в течение двух лет, считая со дня представления этого билля Генерал-губернатору для санкции Королевы, Генерал-губернатор не объявит в речи или в послании к каждой из двух палат Парламента или путём издания Прокламации, что билль получил санкцию Королевы в Совете.
 

Запись о таких речах, посланиях или прокламациях будет вноситься в протоколы каждой из палат, а должным образом заверенные копии таких записей должны быть переданы соответствующему должностному лицу для хранения в архивах Канады. 
 

90. Применение к законодательным собраниям положений о голосовании по финансовым вопросам и т. д. Следующие положения настоящего Акта, касающиеся Парламента Канады, а именно: положения о биллях, об ассигнованиях и налогах, о законодательной инициативе по финансовым вопросам, об одобрении биллей, о неодобрении актов и о (королевском) благоусмотрении в отношении зарезервированных биллей, будут распространяться и применяться к законодательным собраниям отдельных провинций, как если бы эти положения настоящим Актом были специально предписаны к применению в соответствующих провинциях и их законодательных собраниях с тем, однако, условием, что слово лейтенант-губернатор провинции заменяет слово генерал-губернатор, слово генерал-губернатор заменяет слова Королева и государственный секретарь, слова один год вместо двух лет и слово провинция заменяет слово Канада.